# العلاقات الأنغولية الناميبية
العلاقات الأنغولية الناميبية هي العلاقات الثنائية التي تجمع بين أنغولا وناميبيا.

## مقارنة بين البلدين
هذه مقارنة عامة ومرجعية للدولتين:
| وجه المقارنة                                              | أنغولا           | ناميبيا      |
| --------------------------------------------------------- | ---------------- | ------------ |
| المساحة (كم2)                                             | 1.25 مليون       | 825.62 ألف   |
| عدد السكان (نسمة)                                         | 29.78 مليون      | 2.53 مليون   |
| الكثافة السكانية (ن./كم²)                                 | 23.82            | 3.06         |
| العاصمة                                                   | لواندا           | ويندهوك      |
| اللغة الرسمية                                             | اللغة البرتغالية | لغة إنجليزية |
| العملة                                                    | كوانزا أنغولي    | دولار ناميبي |
| الناتج المحلي الإجمالي (بليون دولار)                      | 124.21 مليار     | 13.24 مليار  |
| الناتج المحلي الإجمالي (تعادل القوة الشرائية) بليون دولار | 184.83 مليار     | 25.60 مليار  |
| الناتج المحلي الإجمالي الاسمي للفرد دولار أمريكي          | 4.10 ألف         | 4.67 ألف     |
| الناتج المحلي الإجمالي للفرد دولار أمريكي                 |                  | 9.96 ألف     |
| مؤشر التنمية البشرية                                      | 0.533            | 0.628        |
| رمز المكالمات الدولي                                      | +244             | +264         |
| رمز الإنترنت                                              | .ao              | .na          |
| المنطقة الزمنية                                           | ت ع م+01:00      | ت ع م+02:00  |

## منظمات دولية مشتركة
يشترك البلدان في عضوية مجموعة من المنظمات الدولية، منها:
| علم المنظمة | اسم المنظمة                                 | تاريخ انضمام أنغولا | تاريخ انضمام ناميبيا |
| ----------- | ------------------------------------------- | ------------------- | -------------------- |
|             | الاتحاد الدولي للاتصالات                    | 13 أكتوبر 1976      | 25 يناير 1984        |
|             | الاتحاد الأفريقي                            | 11 فبراير 1979      | ?                    |
|             | منظمة حظر الأسلحة الكيميائية                | ?                   | ?                    |
|             | البنك الإفريقي للتنمية                      | ?                   | ?                    |
|             | منظمة التجارة العالمية                      | ?                   | ?                    |
|             | منظمة الشرطة الجنائية الدولية               | ?                   | ?                    |
|             | الأمم المتحدة                               | 1 ديسمبر 1976       | 23 أبريل 1990        |
|             | البنك الدولي للإنشاء والتعمير               | 19 سبتمبر 1989      | 25 سبتمبر 1990       |
|             | وكالة ضمان الاستثمار متعدد الأطراف          | 19 سبتمبر 1989      | 25 سبتمبر 1990       |
|             | مجموعة التنمية لأفريقيا الجنوبية            | ?                   | ?                    |
|             | يونسكو                                      | 11 مارس 1977        | 2 نوفمبر 1978        |
|             | مؤسسة التمويل الدولية                       | 19 سبتمبر 1989      | 25 سبتمبر 1990       |
|             | الاتحاد البريدي العالمي                     | ?                   | ?                    |
|             | مجموعة دول أفريقيا والكاريبي والمحيط الهادئ | ?                   | ?                    |

## وصلات خارجية
- موقع وزارة الخارجية الأنغولية